# Melanatractus acutus
Melanatractus acutus – gatunek chrząszcza z rodziny sprężykowatych i podrodziny Prosterninae. Jedyny gatunek monotypowego rodzaju Melanatractus.

## Taksonomia
Samiec tego gatunku opisany został w 1933 przez E. J.-B. Fleutiaux.

## Występowanie
Gatunek ten jest endemitem Madagaskaru.